# 12e étape du Tour de France 1993
Pour un article plus général, voir Tour de France 1993.
La 12e étape du Tour de France 1993 se déroule le 16 juillet. Elle part d'Isola 2000 dans les Alpes-Maritimes et arrive à Marseille, pour une distance de 286,5 kilomètres. L'étape est remportée par l'Italien Fabio Roscioli tandis que Miguel Indurain conserve la tête du classement général.

## Classement de l'étape
Les dix premiers de l'étape sont :
| \| Classement de l'étape \| Classement de l'étape \| Classement de l'étape \| Classement de l'étape \| Classement de l'étape \| \| Coureur \| Coureur \| Pays \| Équipe \| Temps \| \| --------------------- \| ------------------------ \| --------------------- \| ----------------------------- \| --------------------- \| \| 1er \| Fabio Roscioli \| Italie \| Carrera Jeans-Tassoni \| 7 h 29 min 44 s \| \| 2e \| Massimo Ghirotto \| Italie \| ZG Mobili \| + 7 min 14 s \| \| 3e \| Vladimir Poulnikov \| Ukraine \| Carrera Jeans-Tassoni \| + 7 min 14 s \| \| 4e \| Valerio Tebaldi \| Italie \| Gatorade \| + 7 min 17 s \| \| 5e \| Djamolidine Abdoujaparov \| Ouzbekistan \| Lampre-Polti \| + 7 min 34 s \| \| 6e \| Laurent Jalabert \| France \| ONCE \| + 7 min 34 s \| \| 7e \| Franco Ballerini \| Italie \| GB-MG Boys Maglificio-Bianchi \| + 7 min 36 s \| \| 8e \| Olaf Ludwig \| Allemagne \| Telekom-Merckx \| + 8 min 25 s \| \| 9e \| Andrea Tafi \| Italie \| Carrera Jeans-Tassoni \| + 8 min 25 s \| \| 10e \| Richard Virenque \| France \| Festina-Lotus \| + 16 min 58 s \| |                          |             |                               |                 |
| |                          |             |                               |                 |
| Sources : ProCyclingStats Cycling Archives |                          |             |                               |                 |
| Classement de l'étape |                          |             |                               |                 |
| Coureur | Coureur                  | Pays        | Équipe                        | Temps           |
| 1er | Fabio Roscioli           | Italie      | Carrera Jeans-Tassoni         | 7 h 29 min 44 s |
| 2e | Massimo Ghirotto         | Italie      | ZG Mobili                     | + 7 min 14 s    |
| 3e | Vladimir Poulnikov       | Ukraine     | Carrera Jeans-Tassoni         | + 7 min 14 s    |
| 4e | Valerio Tebaldi          | Italie      | Gatorade                      | + 7 min 17 s    |
| 5e | Djamolidine Abdoujaparov | Ouzbekistan | Lampre-Polti                  | + 7 min 34 s    |
| 6e | Laurent Jalabert         | France      | ONCE                          | + 7 min 34 s    |
| 7e | Franco Ballerini         | Italie      | GB-MG Boys Maglificio-Bianchi | + 7 min 36 s    |
| 8e | Olaf Ludwig              | Allemagne   | Telekom-Merckx                | + 8 min 25 s    |
| 9e | Andrea Tafi              | Italie      | Carrera Jeans-Tassoni         | + 8 min 25 s    |
| 10e | Richard Virenque         | France      | Festina-Lotus                 | + 16 min 58 s   |

## Classement général
| \| Classement général \| Classement général \| Classement général \| Classement général \| Classement général \| \| Coureur \| Coureur \| Pays \| Équipe \| Temps \| \| ------------------ \| ------------------ \| ------------------ \| ----------------------------- \| ------------------ \| \| 1er \| Miguel Indurain \| Espagne \| Banesto \| 54 h 29 min 39 s \| \| 2e \| Álvaro Mejía \| Colombie \| Motorola \| + 3 min 23 s \| \| 3e \| Zenon Jaskuła \| Pologne \| GB-MG Boys Maglificio-Bianchi \| + 4 min 31 s \| |                 |          |                               |                  |
| |                 |          |                               |                  |
| Sources : ProCyclingStats Cycling Archives |                 |          |                               |                  |
| Classement général |                 |          |                               |                  |
| Coureur | Coureur         | Pays     | Équipe                        | Temps            |
| 1er | Miguel Indurain | Espagne  | Banesto                       | 54 h 29 min 39 s |
| 2e | Álvaro Mejía    | Colombie | Motorola                      | + 3 min 23 s     |
| 3e | Zenon Jaskuła   | Pologne  | GB-MG Boys Maglificio-Bianchi | + 4 min 31 s     |